# 勃兰登堡
勃兰登堡州（德語： [ˈbʁandn̩bʊʁk] ⓘ；下索布語： [ˈbrambɔrska]，口语：die Mark）是德国东北部的一个州，为前东德的一部分。该州首府和人口最多的城市是波茨坦，其他的重要城市有科特布斯，哈弗尔河畔勃兰登堡和奥得河畔法兰克福。
勃兰登堡州环绕着德国首都柏林，与其共同构成了拥有约六百万人口的柏林-勃兰登堡都市圈。勃兰登堡州超过三分之一的面积被自然保护区，森林，湖泊和其他水域覆盖。
勃兰登堡侯国的成立年份被认为是1157年。在这一年阿斯坎尼家族的阿尔布雷希特一世夺回勃兰登堡，使其被纳入神圣罗马帝国的版图。从1415年到1918年，这片区域被霍亨索伦家族统治。从1701年到1946年，勃兰登堡地区成为普鲁士的一部分，1815年到1947年作为勃兰登堡省，这之后第一次成立了勃兰登堡州，在东德被划分成了不同区域。1990年两德统一，作为联邦德国的一部分，成立了现今的勃兰登堡州。

## 地理
勃兰登堡州位于德国的东北部。它在南部和萨克森州接壤，西部是萨克森-安哈尔特州，西北部与下萨克森州相邻，北部和梅克伦堡-前波美拉尼亚州毗邻，东部则是波兰。勃兰登堡州总面积为29654平方千米，是德国第五大州；南北最长291千米，东西最宽244千米，它也是原东德加入联邦德国的最大州。勃兰登堡州的核心区域也被称作其历史上的名字马克勃兰登堡（Mark Brandenburg）。
柏林州和勃兰登堡州在经济地理方面组成了柏林/勃兰登堡大都市区。在柏林-勃兰登堡首都区，大市区的区域内有约600万居民。柏林的人口密集区域有约440万居民，它的核心区域因“Speckgürtel”（城郊）而出名，包括了整个柏林和勃兰登堡州的一部分。勃兰登堡州的基础设施设置非常典型，很符合这个都市圈的特性，例如高速公路和铁路干线呈岛状分布，呈放射状围绕着联邦首都柏林州。
除了几个大城市，比如在西面的哈弗尔河畔勃兰登堡、奥得河畔法兰克福和人口仅次于波茨坦的科特布斯以外，勃兰登堡州的人口密度还是相对而言比较小的。该州的南部构成了下劳西茨（Niederlausitz），以及上劳西茨（Oberlausitz）和易北-埃尔斯特区域的一小部分。勃兰登堡州的西部是哈弗尔兰县（Havelland），在柏林州的南部是泰尔托，东北部是巴尔尼姆县。在该州的北部边境上是上哈弗尔县（Oberhavel，直到1950年，该地以菲尔斯滕贝格韦德的名字属于梅克伦堡），西北边境是普里格尼茨县（Prignitz），东北边境是乌克马克县（Uckermark），东部边界是奥得沼泽（Oderbruch），西南边界是弗莱明（Fläming）。

### 地质和土地
勃兰登堡州处于德国北部的低地，在冰河时期一次又一次推进侵蚀的斯堪地纳维亚大陆冰盖对勃兰登堡州的地表形态造成了决定性的影响。因此这里存在着几乎独有的冰河时代和后冰河时代的沉积物。搬运最远的有冰川沉积泥灰岩（Geschiebemergel）和融化冰水沙（Schmelzwassersande）。地表构造是典型的冰川系（glazialen Serie）。
由于勃兰登堡州冰河时期沉积物种类极其丰富，从中产生的土地类型（Bodengesellschaft）也是多种多样。这片区域上的土壤生产能力从极度缺乏营养物质和贫瘠到极为肥沃。然而在贫瘠的沙质土壤占主导地位的地区，尤其是勃兰登堡州的中部和南部，也有其特有的印记和特征。
勃兰登堡州，特别是它的南部被认为是“原料仓库”。沿着劳西茨边境山脉存在着一个巨大的褐煤烟层。在东南部环绕施普伦贝格发现了深层铜矿。在该州还藏有零星的石油。

### 水域
勃兰登堡州被认为是德国水域最密集的联邦州。该州有超过3000个自然产生的湖泊，此外还有无数人工修建的池塘、人工湖和类似的水域。此外还有超过33000km的河流，最大的部分为人工修筑的引水沟渠和其他渠道。另一方面是由于勃兰登堡州降水量较少，地下水的更新很慢。水在水域里的停留时间因此也就很长。

## 歷史
在中世纪晚期和近代早期，勃兰登堡（边界时有变动）是神圣罗马帝国七个选侯国之一，并与普鲁士一起构成了第一个统一的德意志国家——德意志帝国的原始核心。自1415年起由霍亨索伦王朝统治，其境内包含了未来的德国首都柏林。1618年之后，勃兰登堡侯国与普鲁士公国联合组成了勃兰登堡-普鲁士，由霍亨索伦王朝的同一分支统治。1701年，该国升格为普鲁士王国。法兰克尼亚的纽伦堡与安斯巴赫、施瓦本的霍亨索伦、柏林与东欧的联系以及勃兰登堡统治者的选帝侯地位，共同促成了这一国家的崛起。

### 东北边区
勃兰登堡所处的地区在古代被称为日耳曼尼亚，其疆域直达维斯瓦河。到公元7世纪，西斯拉夫人已定居于勃兰登堡地区。这些斯拉夫人自东方迁来，可能是因匈奴与阿瓦尔人入侵，被迫从今乌克兰和白俄罗斯一带离开家园。他们极大依赖于河流运输。在今勃兰登堡地区，主要的斯拉夫族群有西部的赫韦利人与东部的斯普雷瓦人。
自10世纪初开始，捕鸟者亨利及其继任者征服了直至奥得河的土地。布伦纳（今哈弗尔河畔勃兰登堡）、布杜辛（今包岑）和霍谢布兹（今科特布斯）等斯拉夫定居点通过设置边侯被纳入神圣罗马帝国的统治体系中。948年，皇帝奥托一世设立边侯以加强对奥得河以西异教斯拉夫人的控制。他还建立了勃兰登堡教区与哈弗尔贝格教区。北方边疆区作为神圣罗马帝国东北边境领地而设立。然而，983年一场文德人大起义将帝国势力逐出今勃兰登堡地区，地方重新回到斯拉夫统治者手中。如今勃兰登堡的东部地区，如莱布斯地区与下卢萨蒂亚，在10至11世纪成为波兰的一部分。

### 升格选侯

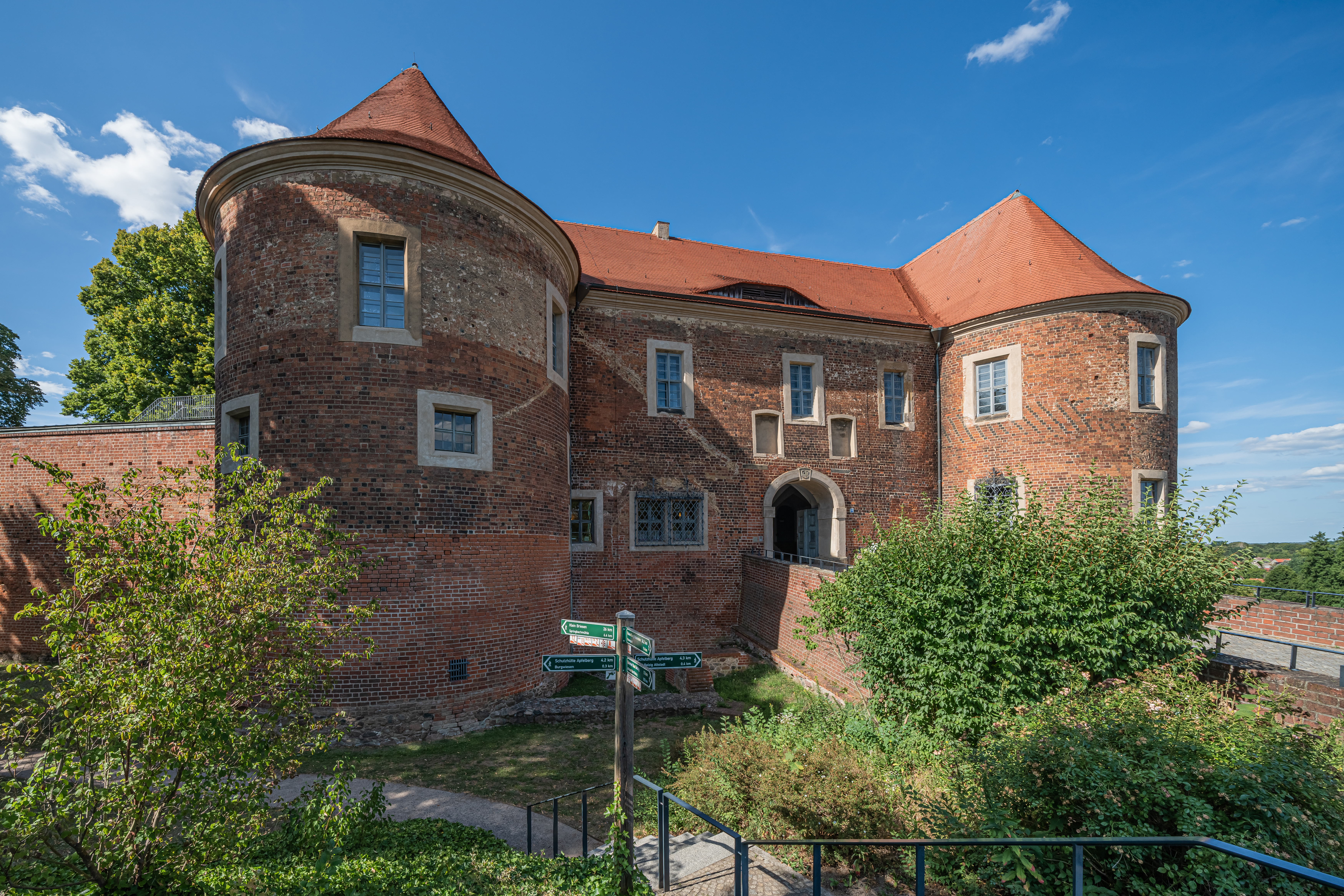
巴特贝尔齐希的艾森哈特城堡

12世纪初，斯拉夫人建立了科帕尼察公国于今勃兰登堡中部，而东部的莱布斯地区仍属中世纪波兰。德国国王与皇帝于12世纪重新控制了斯拉夫人聚居的地区（不含波兰控制的卢布斯），部分斯拉夫人如索布人在卢萨蒂亚接受德国化的同时仍保留自身文化。天主教教会设立主教区，其城墙保护了城镇居民。随着僧侣与主教的到来，今哈弗尔河畔勃兰登堡作为勃兰登堡之起点的历史由此展开。
1134年，在对文德人的北方十字军征讨后，皇帝洛泰尔三世将北方边疆区授予大熊阿尔布雷希特。1150年，他继承了勃兰登堡城及赫韦利人的土地。击败占据该城的斯普雷瓦人后，阿尔布雷希特自称为勃兰登堡侯国的统治者。他及其后代阿斯坎尼王朝向奥得河以东拓展，实现了征服、殖民、基督教化与开垦。斯拉夫人与德意志居民在该地区开始通婚。13世纪，该王朝开始从波兰夺取莱布斯地区及大波兰西北部土地（即诺伊马克），与阿特马克相对。
1320年，勃兰登堡的阿斯坎尼家族绝嗣。1323–1415年间，勃兰登堡由巴伐利亚公国的维特尔斯巴赫家族和卢森堡王朝先后统治。在卢森堡家族治下，勃兰登堡边境伯爵成为神圣罗马帝国选帝侯。1373–1415年，勃兰登堡属波希米亚王冠领地。1415年，皇帝西吉斯蒙德将选侯地授予霍亨索伦王朝，直至一战末期。霍亨索伦家族定都柏林，该地已为勃兰登堡的经济中心。

### 16与17世纪

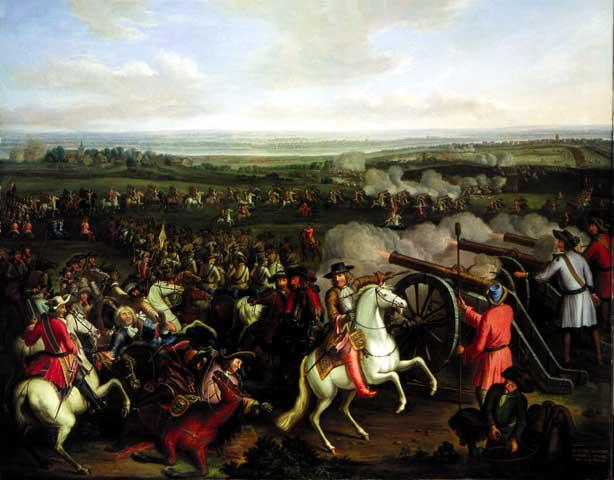
勃兰登堡在1675年费尔贝林战役中击败瑞典军队

1539年，勃兰登堡因应宗教改革而改宗新教。16世纪，得益于易北河、哈弗尔河与施普雷河的贸易，经济繁荣。1577年后，霍亨索伦家族通过共治扩张领土，1618年继承普鲁士公国，并获得1614年莱茵兰的克莱沃公国及威斯特法伦部分土地，形成版图分散的勃兰登堡-普鲁士。该国于三十年战争中缺乏防御能力。
战末后，勃兰登堡出现一系列有能力的统治者。首位是被称为“大选侯”的腓特烈·威廉，他大力整合国家政权，并将王室迁往波茨坦。在威斯特伐利亚和约中，其使节约阿希姆·冯·布卢门塔尔为勃兰登堡争取哈尔伯施塔特等领地。在奥利瓦条约中，其子克里斯托夫·冯·布卢门塔尔促成了普鲁士公国归入霍亨索伦家族世袭财产。

### 普国王畿

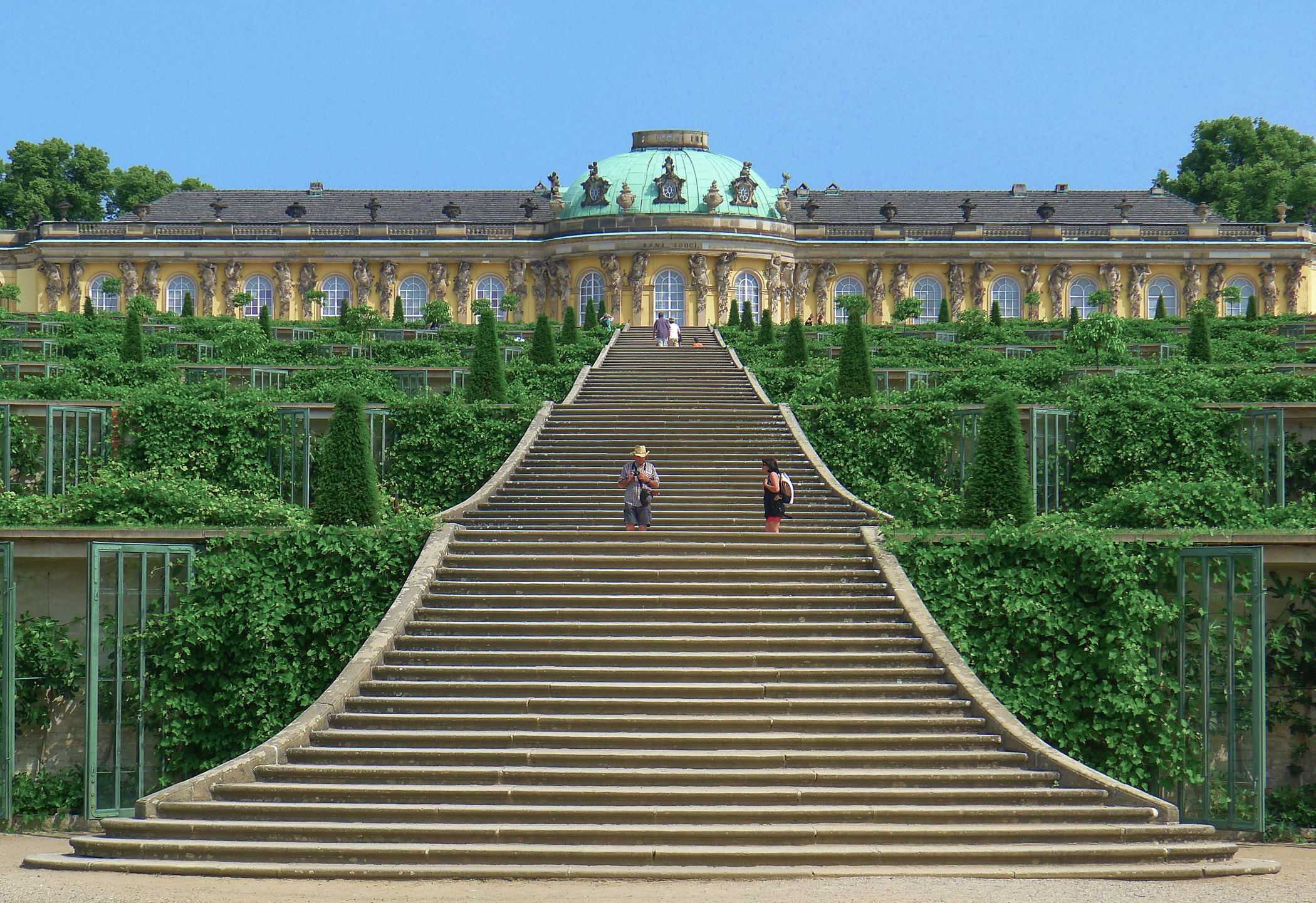
波茨坦无忧宫，曾为腓特烈大帝夏宫，今为世界遗产

1688年大选侯去世，其子腓特烈继位。1701年，他以普鲁士国王称号加冕，因普鲁士不属帝国版图。尽管王号来自于普鲁士公国，勃兰登堡仍为国家核心。这一国家即为普鲁士王国。

普鲁士勃兰登堡省叠加现代边界

勃兰登堡是普鲁士王国的中心，其首都为柏林与波茨坦。1815年，普鲁士划分为各省后，勃兰登堡侯国旧地成为勃兰登堡省，辖下设法兰克福行政区与波茨坦行政区，并包含下卢萨蒂亚。1881年，柏林市自该省分离。但柏林周边工业城仍属勃兰登堡，随着工业发展，人口迅速增长。1925年该省面积39,039 km2（15,073 sq mi），人口达260万。
在纳粹政府统治及第二次世界大战期间，特别是在该省东部，针对波兰人的镇压加剧，包括驱逐、查禁报刊、监控、逮捕、刺杀、强迫劳动、遣送集中营以及封闭组织与学校等措施。萨克森豪森集中营与附属营地位于勃兰登堡。省内存在多座战俘营。1945年，死亡行军途经该地。战后，奥得-尼斯线以东地区归还波兰，德国人被驱逐。剩余地区成为苏占区，1947年普鲁士被解散。

### 东德时期

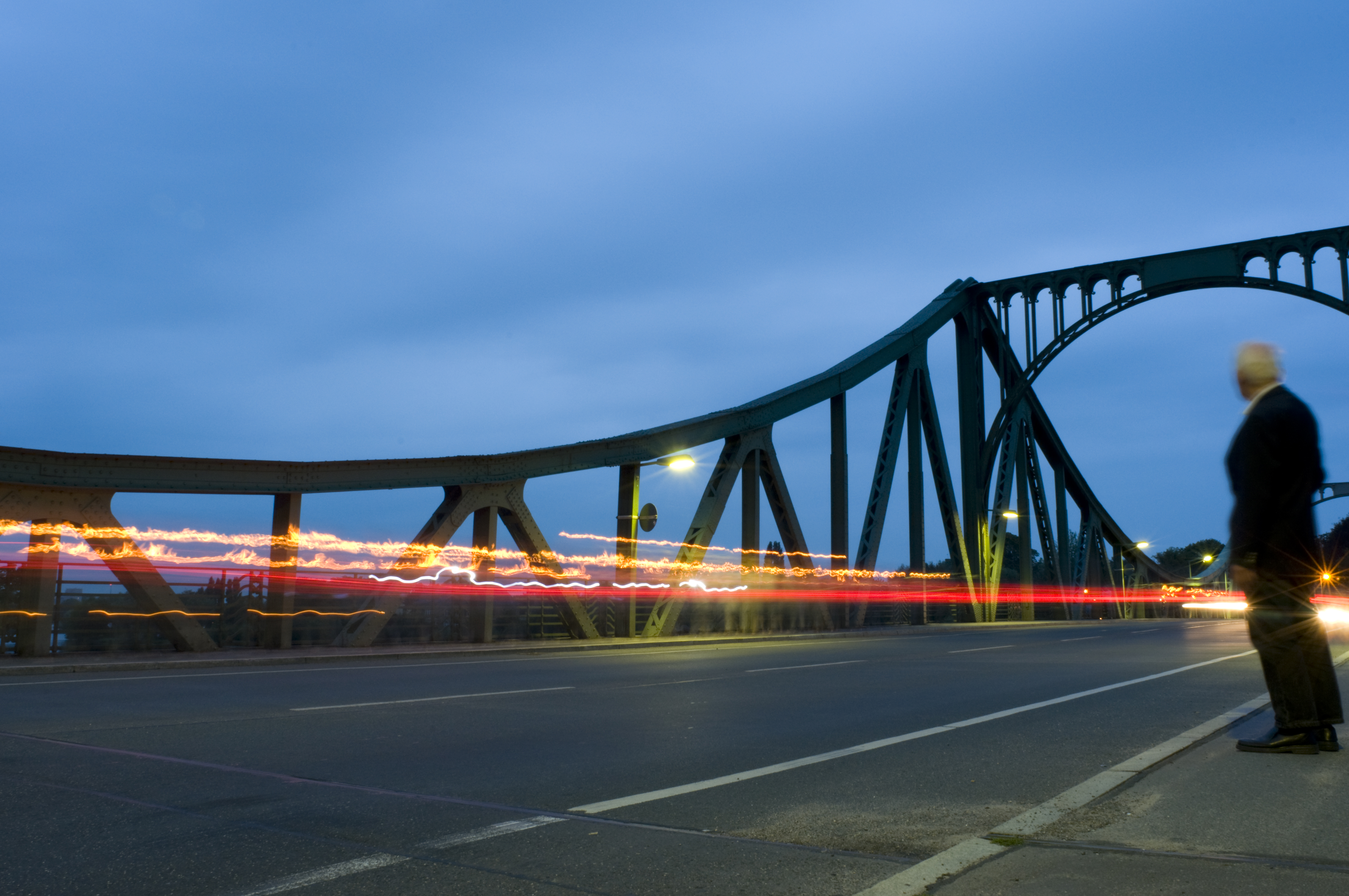
格利尼克桥连接东德与西柏林美军区，因间谍交换而闻名

1949年德意志民主共和国成立后，勃兰登堡成为组成州之一。1952年，该州被部长会议废除，划为几个行政区：大部分划入科特布斯区、法兰克福区与波茨坦区，少部分如哈弗尔贝格划入什未林区、新勃兰登堡区与马格德堡区。东德依赖褐煤发电，东南部地区遭受露天采矿破坏。柏林周边的工业城为东德经济支柱，而农村地区仍以农业为主。

### 统一之后
1990年10月3日德国统一后，勃兰登堡州重新设立。州议会首次会议于同年10月26日召开。基础设施落后与竞争压力曾带来高失业率，近年来情况改善。

州际条约提议的合并后新州徽章

根据1994年新增的《基本法》第118a条，柏林与勃兰登堡可在无需联邦批准下合并，仅需公投与州议会批准。
1996年，该合并在公投中失败。两地有相似的历史、文化、方言，并有超过22.5万勃兰登堡居民通勤柏林。尽管柏林公投通过（主要源于西柏林），但勃兰登堡以大幅比例否决，原因包括反对分担柏林债务与担心丧失自身影响力。

## 区划
勃兰登堡州不设行政区，分为14个乡村县（Landkreise）和4个非县辖城市（Kreisfreie Städte），以下为2011年各地区人口：

勃兰登堡的行政区划

| 县/城市                   | 人口（2011年） |
| ------------------------- | -------------- |
| 巴尔尼姆县                | 176,953        |
| 达默-施普雷瓦尔德县       | 161,556        |
| 易北-厄尔斯特县           | 110,291        |
| 哈弗尔兰县                | 155,226        |
| 梅尔基施-奥得兰县         | 189,673        |
| 上哈弗尔县                | 203,508        |
| 上施普雷瓦尔德-卢萨蒂亚县 | 120,023        |
| 奥得-施普雷县             | 182,798        |
| 东普里格尼茨-鲁平县       | 102,108        |
| 波茨坦-米特尔马克县       | 205,678        |
| 普里格尼茨县              | 80,872         |
| 施普雷-奈瑟县             | 124,662        |
| 特尔托-弗莱明县           | 161,546        |
| 乌克马克县                | 128,174        |
| 哈弗尔河畔勃兰登堡市      | 71,534         |
| 科特布斯市                | 102,129        |
| 奥得河畔法兰克福市        | 60,002         |
| 波茨坦市                  | 158,902        |

### 数据

人口密度

## 人口

### 外国人
| 国籍     | 人口（2020年12月31日） |
| -------- | ---------------------- |
| 乌克兰   | 35,275                 |
| 波蘭     | 28,160                 |
| 叙利亚   | 18,345                 |
| 俄羅斯   | 11,405                 |
| 阿富汗   | 9,585                  |
| 羅馬尼亞 | 8,715                  |
| 越南     | 6,425                  |
| 土耳其   | 5,120                  |
| 保加利亚 | 3,760                  |
| 伊朗     | 3,075                  |

### 宗教
| 2011   | 2011   | 2011 | 2011  | 2011  |
| ------ | ------ | ---- | ----- | ----- |
| 宗教   | 宗教   |      | 占比  | 占比  |
| 其他   | 其他   |      | 79.8% | 79.8% |
| 福音派 | 福音派 |      | 17.1% | 17.1% |
| 天主教 | 天主教 |      | 3.1%  | 3.1%  |

一开始波茨坦属于勃兰登堡教省。1541年勃兰登堡选帝侯约阿希姆二世引入宗教改革，波茨坦改为新教，其中信义宗占多数，少数属于归正宗。
1817年这两个教派合并，普鲁士国王腓特烈·威廉三世成为其领袖。1918年开始勃兰登堡的新教教会成为德国新教教会的一部分，1947年开始它是东德新教教会的一部分，从2004年开始是德國福音教會的一部分。波茨坦除有属于福音教会的教会外还有一些獨立教會。
自从波茨坦成为軍營城市后，市内也有信天主教的士兵，从1722年开始市内也有天主教的组织。从1821年开始波茨坦的天主教徒受柏林的天主教机构管理。第二次世界大战后波茨坦受柏林的主教管理，1994年柏林的主教提升为大主教，波茨坦是这个大主教教省的一部分。
现今勃兰登堡州有17.1%的人是德国新教教会；3.1%的人信奉天主教，另外79.8%的人无宗教信仰，与柏林及其他德国地区相比，这里的穆斯林人口十分少。
今天波茨坦还有两个犹太教组织，其中一个属于德国犹太人总会（Zentralrat der Juden in Deutschland），它有350名成员，另一个是一个独立的组织，此外波茨坦还有一个属于革新犹太教的亚伯拉罕·盖格尔学院（Abraham-Geiger-Kolleg），它是目前德国唯一的一个培养拉比的学院。

## 政治
州議會為一院制，有88位議員。
2019年州議會選舉結果：
- 德国社会民主党（SPD）：25席
- 德国基督教民主联盟（CDU）：15席
- 德国左翼党（Die Linke）：10席
- 德国另类选择党（AfD）：23席
- 联盟90/绿党（Grunen）：10席
- 布蘭登堡聯合國內運動/自由選民（Brandenburg United Civic Movements/Free Voters） ：5席

## 经济

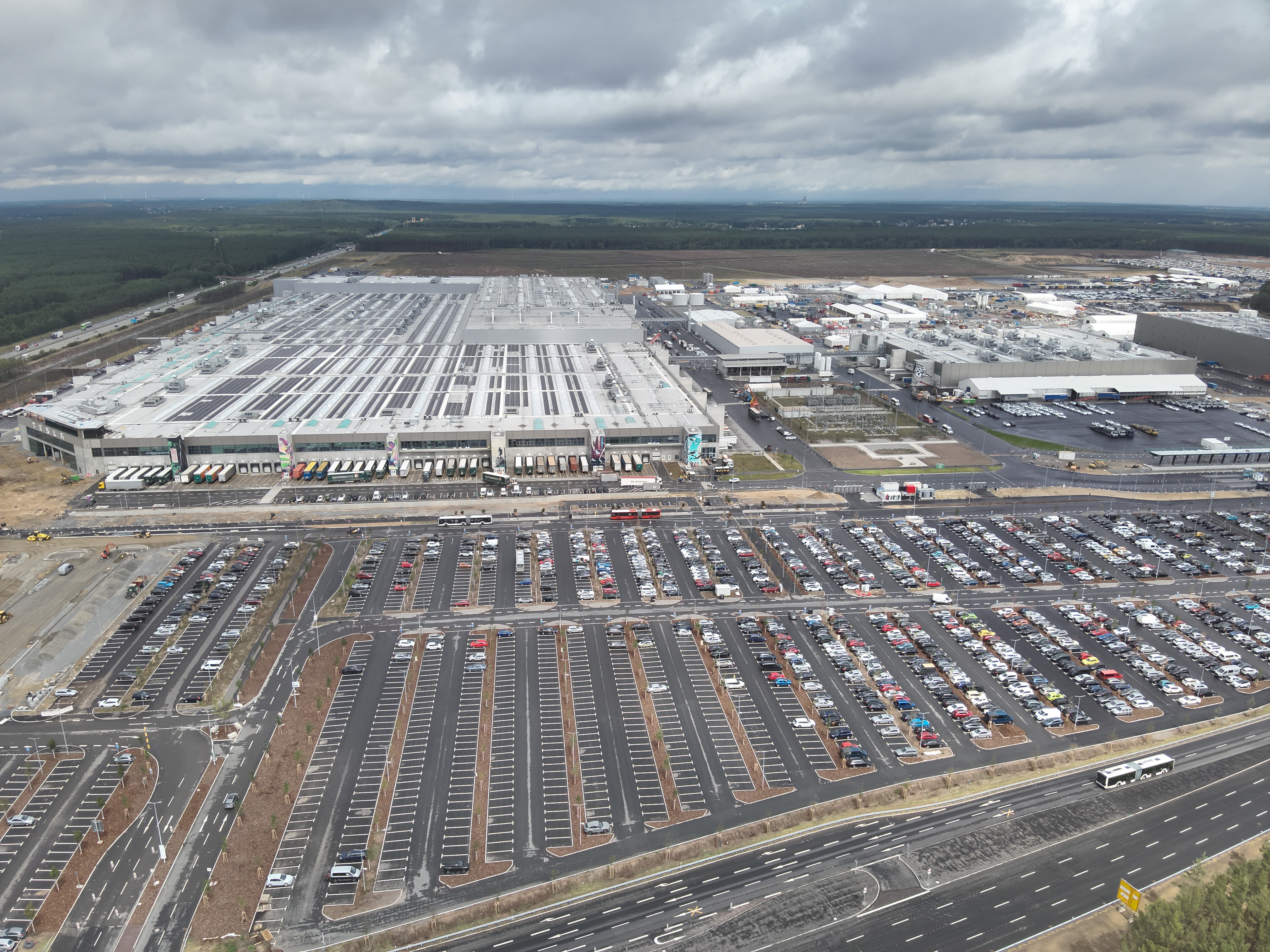
柏林-勃兰登堡特斯拉超级工厂

2018年，该州的国内生产总值（GDP）为729亿欧元，占德国经济总量的2.2%。按购买力调整后的人均GDP为26,700欧元，为当年欧盟27国平均水平的88%。每名雇员的GDP为欧盟平均水平的91%。勃兰登堡州的人均GDP在德国所有联邦州中排名第三低。
2022年11月，该州失业率为5.6%，高于德国平均水平，但低于东德地区平均水平。
| 年份             | 2000 | 2001 | 2002 | 2003 | 2004 | 2005 | 2006 | 2007 | 2008 | 2009 | 2010 | 2011 | 2012 | 2013 | 2014 | 2015 | 2016 | 2017 | 2018 | 2019 | 2020 | 2021 |
| ---------------- | ---- | ---- | ---- | ---- | ---- | ---- | ---- | ---- | ---- | ---- | ---- | ---- | ---- | ---- | ---- | ---- | ---- | ---- | ---- | ---- | ---- | ---- |
| 失业率（百分比） | 17.0 | 17.5 | 17.5 | 18.8 | 18.7 | 18.2 | 17.0 | 14.7 | 13.0 | 12.3 | 11.1 | 10.7 | 10.2 | 9.9  | 9.4  | 8.7  | 8.0  | 7.0  | 6.3  | 5.8  | 6.3  | 5.9  |

特斯拉柏林-勃兰登堡超级工厂坐落于勃兰登堡州。

## 教育与

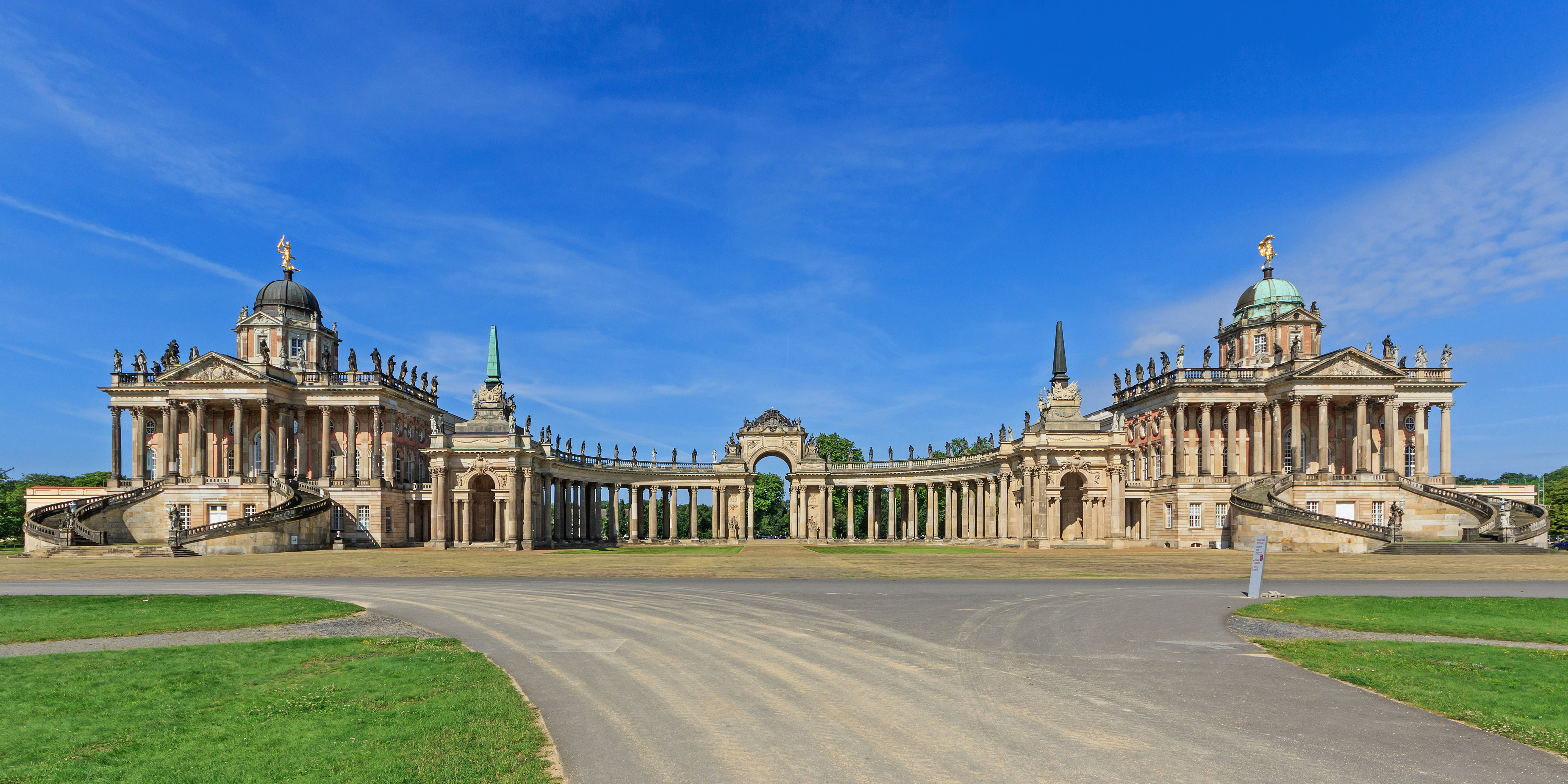
波茨坦大学

2016年，约有49,000名学生就读于勃兰登堡州的大学和高等教育机构。 州内规模最大的高等学府是位于柏林西南的波茨坦大学。 2019年，勃兰登堡州通过了一项开放获取（Open Access）战略，要求各高校制定转型策略，使勃兰登堡的知识成果对所有人免费开放。
勃兰登堡州的大学有：
- 波茨坦大学
- 勃兰登堡工业大学（位于科特布斯和森夫滕贝格）
- 维亚德里纳欧洲大学（位于奥得河畔法兰克福）
- 巴贝尔斯贝格康拉德·沃尔夫电影大学
- 勃兰登堡医科大学
- 卢萨蒂亚医科大学

## 交通

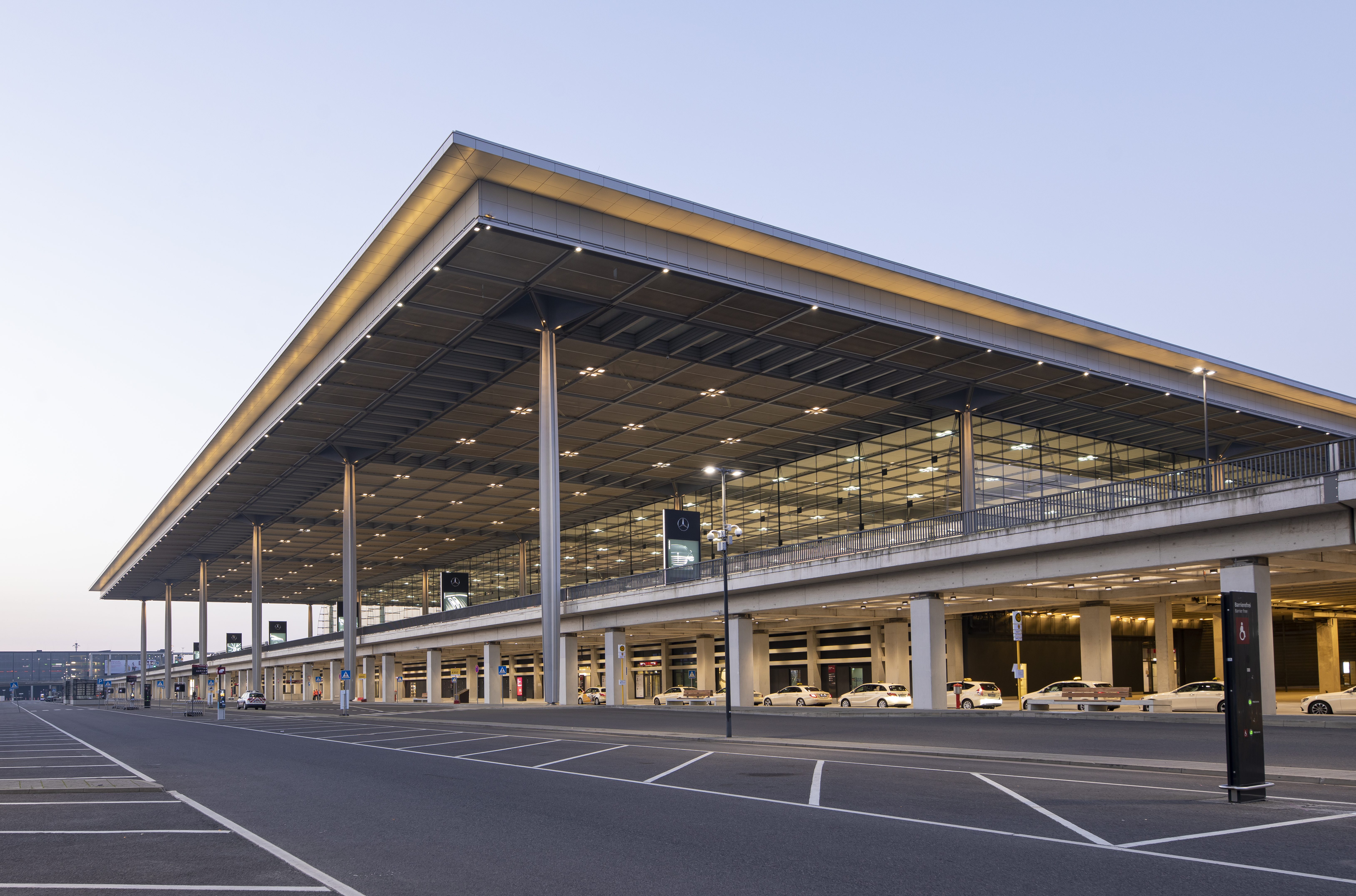
柏林勃兰登堡机场

柏林舍讷费尔德机场（IATA代码：SXF）曾是勃兰登堡州最大的机场。它是柏林-勃兰登堡大都市区的第二大国际机场，位于柏林市中心东南方向约18 km（11 mi）的舍讷费尔德。该机场曾为康多航空、easyJet和瑞安航空的基地。2016年，舍讷费尔德机场接待旅客11,652,922人次（增长36.7%）。
舍讷费尔德原有的基础设施与航站楼被整合进新的柏林勃兰登堡机场（BER）中，该机场于2020年正式启用。 柏林勃兰登堡机场最初的年客运能力为3,500万至4,000万人次。由于柏林与勃兰登堡地区航空交通日益增长，扩建计划正在筹备中。
柏林勃兰登堡机场目前接待60多家客运、包机及货运航空公司。